# NGC 3406/1
NGC 3406/1 је елиптична галаксија у сазвежђу Велики медвед која се налази на NGC листи објеката дубоког неба.
Деклинација објекта је + 51° 1' 22" а ректасцензија 10h 51m 43,7s. Привидна величина (магнитуда) објекта NGC 3406 износи 12,7 а фотографска магнитуда 13,7. NGC 34061 је још познат и под ознакама UGC 5970, MCG 9-18-40, CGCG 267-20, KCPG 253A, PRC D-16, PGC 32580.